# Canton de Schaffhouse
Pour les articles homonymes, voir Schaffhouse (homonymie).
Le canton de Schaffhouse (SH, en allemand : Kanton Schaffhausen) est l'un des 26 cantons de la Suisse. Son chef-lieu est Schaffhouse.

## Géographie

### Généralités

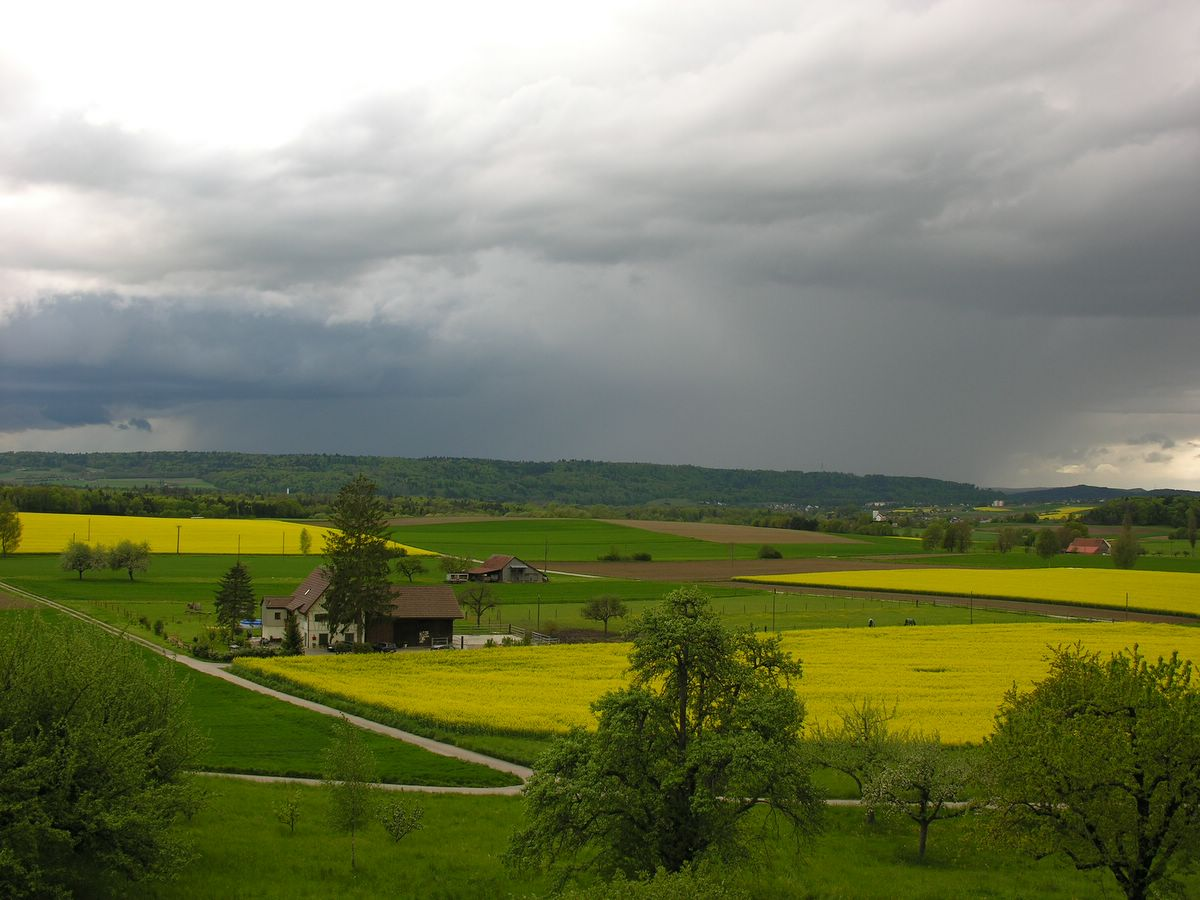
Campagne près de Dörflingen

Situé au nord de la Confédération suisse, à la frontière avec l’Allemagne, le canton de Schaffhouse, presque entièrement confiné à la rive droite du Rhin, est composé de trois parties : une partie centrale rassemblée autour de la capitale cantonale, Schaffhouse, et dans laquelle est enclavée la commune allemande de Büsingen am Hochrhein, ainsi que deux exclaves : l’une concentrée autour des communes de Stein am Rhein et Ramsen, l’autre formée des communes de Buchberg et Rüdlingen. Les cantons limitrophes sont Zurich et Thurgovie.
Le canton de Schaffhouse culmine au Hagen, à 912 m d'altitude, et son point le plus bas se trouve à Buchberg, au bord du Rhin, à 344 m d'altitude. Avec 298,42 km2, Schaffhouse est le septième plus petit canton de Suisse.

### Climat
| Données                         | Station     | jan. | fév. | mars | avril | mai  | juin | jui. | août | sep. | oct. | nov. | déc. | année |
| ------------------------------- | ----------- | ---- | ---- | ---- | ----- | ---- | ---- | ---- | ---- | ---- | ---- | ---- | ---- | ----- |
| Températures moyennes max. (°C) | Schaffhouse | 2,6  | 4,7  | 9,9  | 14,4  | 19,2 | 22,3 | 24,7 | 24   | 19,4 | 13,8 | 7    | 3,5  | 13,8  |
| Températures moyennes max. (°C) | Hallau      | 2,3  | 4,7  | 9,8  | 14,2  | 18,9 | 22,1 | 24,5 | 23,9 | 19,6 | 13,9 | 6,8  | 3,1  | 13,7  |
| Températures moyennes min. (°C) | Schaffhouse | −2,4 | −2,0 | 1,3  | 4,4   | 8,8  | 11,9 | 13,8 | 13,5 | 10,1 | 6,4  | 1,7  | −0,9 | 5,6   |
| Températures moyennes min. (°C) | Hallau      | −3,2 | −3,0 | 0,2  | 3     | 7,3  | 10,5 | 12,4 | 12,1 | 8,7  | 5,2  | 0,6  | −2,0 | 4,3   |
| Précipitations (mm)             | Schaffhouse | 71   | 64   | 70   | 69    | 94   | 99   | 102  | 92   | 78   | 83   | 68   | 85   | 974   |
| Précipitations (mm)             | Hallau      | 71   | 61   | 66   | 64    | 86   | 87   | 82   | 71   | 61   | 72   | 61   | 81   | 864   |
| Ensoleillement (heures)         | Schaffhouse | 39   | 71   | 114  | 147   | 175  | 191  | 214  | 195  | 142  | 85   | 43   | 31   | 1 448 |
| Ensoleillement (heures)         | Hallau      | −    | −    | −    | −     | −    | −    | −    | −    | −    | −    | −    | −    | −     |
| Source : MétéoSuisse.           |             |      |      |      |       |      |      |      |      |      |      |      |      |       |

## Histoire
Celle-ci se confond avec celle de la ville de Schaffhouse :
- Schaffhouse était une ville-État au Moyen Âge. Des documents montrent qu'elle commença à frapper sa monnaie dès 1045. L'abbaye bénédictine de Tous-les-Saints fut fondée en 1049 par le comte Eberhard de Nellenburg qui la dota richement. En 1376 un incendie dévasta une grande partie de la ville. Pendant un temps, elle fut sous la domination des Habsbourg mais regagna son indépendance en 1415 en achetant sa liberté à l'Empire autrichien.
- Elle s'allia avec Zurich en 1457. La guerre de Souabe (1499) rapprocha la ville des autres cantons et elle devint un membre complet de la Confédération le 19 août 1501 en formant le douzième canton.
- En 1529 la Réforme est adoptée par la ville et les couvents sont fermés.
- Le XIXe siècle est celui de l'industrialisation avec l'établissement d'une filature mécanique de coton en 1813 mais aussi celui des crises économiques et sociales.
- Le premier chemin de fer atteignit la ville en 1857 par l'ouverture de la ligne Winterthour-Schaffhouse.
- En 1944, la ville, bien que dans la Suisse neutre, subit par erreur un bombardement par l'aviation américaine qui devait viser l'Allemagne proche.
- En 2018, Schaffhouse est le premier canton à mettre en place une identité numérique, permettant à ses habitants de remplir des formulaires administratifs en passant par un portail numérique cantonal[12].

## Politique et administration

### Districts
Les districts ont été supprimés en 1999. Auparavant, le canton comptait six districts.

## Démographie

### Population
Au 31 décembre 2022, le canton de Schaffhouse compte 85 214 habitants, soit 1 % de la population totale de la Suisse. Il est ainsi le 19e canton suisse le plus peuplé. Sa densité de population atteint 286 hab/km2, supérieure à la moyenne nationale.
Pour des raisons techniques, il est temporairement impossible d'afficher le graphique qui aurait dû être présenté ici.

### Religion
La majorité des habitants du canton revendiquent l'appartenance au protestantisme ; un peu moins du quart sont catholiques romains.
Le tableau suivant détaille la population du canton suivant la religion, en 2000 :
| Religion                       | Population | %      |
| ------------------------------ | ---------- | ------ |
| Protestants                    | +37 025,   | +050,4 |
| Catholiques romains            | +17 790,   | +024,2 |
| Communautés islamiques         | +04 254,   | +005,8 |
| Chrétiens-orthodoxes           | +01 712,   | +002,3 |
| Catholiques chrétiens          | +00083,    | +000,1 |
| Communauté de confession juive | +00023,    | +000,  |
| Aucune appartenance            | +09 471,   | +012,9 |
| Autres                         | +03 034,   | +004,1 |
| Total                          | +73 392,   | +100,  |

Note : les intitulés des religions sont ceux donnés par l'Office fédéral de la statistique ; les protestants comprennent les communautés néo-apostoliques et les témoins de Jéhovah ; la catégorie « Autres » inclut les personnes ne se prononçant pas.

## Économie
- Revenu : 3 596 M fr[17].

## Culture locale

### Emblèmes
Le canton de Schaffhouse a pour emblèmes un drapeau et un blason. Les armoiries de Schaffhouse se blasonnent : D’or au bélier saillant de sable, lampassé de gueules, couronné, accorné, vilené et onglé du premier.

### Langues
La langue officielle du canton est l'allemand.
Le tableau suivant détaille la langue principale des habitants du canton en 2000 :
| Langue                             | Locuteurs | %      |
| ---------------------------------- | --------- | ------ |
| Allemand                           | +64 323,  | +087,6 |
| Langues slaves de l'ex-Yougoslavie | +02 008,  | +002,7 |
| Italien                            | +01 897,  | +002,6 |
| Albanais                           | +01 374,  | +001,9 |
| Turc                               | +00686,   | +000,9 |
| Espagnol                           | +00524,   | +000,7 |
| Français                           | +00370,   | +000,5 |
| Portugais                          | +00335,   | +000,5 |
| Romanche                           | +00080,   | +000,1 |
| Autres                             | +01 795,  | +002,4 |
| Total                              | +73 392,  | +100,  |